# 托尔斯滕·库姆费尔特
托尔斯滕·库姆费尔特（瑞典語：Torsten Kumfeldt，1886年1月4日—1966年5月2日），瑞典男子游泳、水球运动员。他曾代表瑞典参加1908年、1912年和1920年夏季奥林匹克运动会比赛，共获得一枚银牌和二枚铜牌。